# Cot Simeugong
Cot Simeugong är en kulle i Indonesien.   Den ligger i provinsen Aceh, i den västra delen av landet, 1 800 km nordväst om huvudstaden Jakarta. Toppen på Cot Simeugong är 191 meter över havet.
Terrängen runt Cot Simeugong är kuperad österut, men västerut är den platt. Runt Cot Simeugong är det tätbefolkat, med 257 invånare per kvadratkilometer. Närmaste större samhälle är Banda Aceh, 13,6 km väster om Cot Simeugong. Omgivningarna runt Cot Simeugong är en mosaik av jordbruksmark och naturlig växtlighet.